# Lymantria kebeae
Lymantria kebeae är en fjärilsart som beskrevs av Bethune-Baker 1904. Lymantria kebeae ingår i släktet Lymantria och familjen tofsspinnare. Inga underarter finns listade i Catalogue of Life.